# Sloveanka, Mîhailivka
Sloveanka (în ucraineană Слов`янка) este un sat în așezarea urbană Prîșîb din raionul Mîhailivka, regiunea Zaporijjea, Ucraina.

## Demografie
Componența lingvistică a localității Sloveanka
     Rusă (69,51%)
     Ucraineană (30,49%)
Conform recensământului din 2001, majoritatea populației localității Sloveanka era vorbitoare de rusă (69,51%), existând în minoritate și vorbitori de ucraineană (30,49%).